# جورج برينكمان
جورج برينكمان (بالألمانية: Friedrich-Georg Brinkmann )‏ (و. 1898 – 1975 م) هو سياسي، من ألمانيا، كان عضوًا في الحزب النازي، والحزب الديمقراطي الحركان عضوًا في كتيبة العاصفة، توفي في هانوفر، عن عمر يناهز 77 عاماً.

## مناصب
تولى منصب عضو مجلس الشورى الموحد من ولاية سكسونيا السفلى.

## الخدمة العسكرية
خدم في سلاح الجو الألماني.